# 联合国秘书处大楼
联合国秘书处大楼（英語：United Nations Secretariat Building）位于美国纽约市曼哈顿中城海龟湾，高154米，是联合国总部大楼的中心，也是纽约市第一座使用玻璃幕墙的摩天大楼。该建筑所在地块被认定为联合国领土，但仍是美国的一部分。

## 历史
1948年9月14日举行了联合国秘书处大楼的动工仪式。联合国选择了曼哈顿和皇后区的四家公司组成财团，并与之签订了3000万美元的合同，建造此楼是该合同的一部分。巴西建筑学家奥斯卡·尼迈耶和瑞士柯布西耶参与设计了秘书处大楼的工作。该大楼高39层，于1952年建成。此楼以北是联合国大会和安全理事会所在的会议大楼，以南有一座图书馆。作为联合国建筑群的一部分，秘书处大楼适用美国与联合国签订的相关协议。
秘书处大楼在2010年进行了翻新，自2012年7月起分阶段恢复办公。2012年10月29日，受飓风珊迪的影响，联合国建筑群的地下室淹水，秘书处大楼关闭三天，其中的一些办公室须易地办公。

### 扩展阅读
- Stichweh, Dirk. . Munich: Prestel. 2009. ISBN 3-7913-4054-9.